# Harpactea dianae
Espèce
Harpactea dianae est une espèce d'araignées aranéomorphes de la famille des Dysderidae.

## Distribution
Cette espèce est endémique des Cyclades en Grèce,. Elle se rencontre sur Irakliá.

## Description
Les mâles mesurent de 7,12 à 8,11 mm et les femelles de 5,78 à 7,11 mm.

## Systématique et taxinomie
Cette espèce a été décrite par Gavalas et Bosmans en 2023.

## Étymologie
Cette espèce est nommée en l'honneur de Diana, l'épouse d'Ioannis Gavalas. 

## Publication originale
- Bosmans & Gavalas, 2023 : « The spiders (Araneae) of the tiny Greek island Iraklia (Kiklades), with the descriptions of 5 new Harpactea species (Araneae: Dysderidae), 3 species new to Europe and 8 new to Greece. » Parnassiana Archives, vol. 11, Supplementum no 1, p. 1-91.